# Anita Molcik
Anita Molcik (Oostenrijk, 12 november 1980) is een voormalig mountainbikester uit Oostenrijk.
In 2006 werd Molcik derde op de Wereldkampioenschappen mountainbike op het onderdeel 4-Cross.
In 2010 won ze de Wereldbeker mountainbike op het onderdeel 4-Cross.
Op de Europese kampioenschappen mountainbike werd ze in 2009 Europees kampioene op het onderdeel 4-Cross, en in 2010 en 2012 behaalde ze daar zilver.
In 2002 en 2012 werd ze nationaal kampioene Downhill op de Oostenrijkse kampioenschappen mountainbike.